# Сексьон Палуаз
«Сексьон Палуаз» (фр. Section paloise) или просто «По» (фр. Pau) — французский регбийный клуб, выступающий в высшем дивизионе национального чемпионата. Команда располагается в городе По (департамент Атлантические Пиренеи) и проводит домашние матчи на арене «Стад-дю-Амо», способном вместить почти 14 тысяч зрителей. Коллектив входит в структуру большого клуба «Сексьон Палуаз», включающего, помимо регби, подразделения по дзюдо, джиу-джитсу, боксу, фехтованию, карате, кэндо, настольному теннису, пелоте.
«Палуаз» является трёхкратным чемпионом Франции по регби (1928, 1946, 1964). В сезоне 1999/2000 года французам покорился Европейский кубок вызова. По итогам сезона 2005/06 года команда покинула высший дивизион и выступала в Про Д2 до сезона 2014/15 года, когда выиграла первенство и вернулась в Топ 14.

## История

### Появление и первое чемпионство
Клуб был основан в 1902 году под названием Section paloise de la ligue girondine («Сексьон палуаз де ла лиг жирондин»). Нынешнее краткое название было утверждено в 1905 году. Команда дебютировала в первом дивизионе в 1911 году, а в 1912 цвета команды — чёрный и синий — были заменены на зелёный и белый. Тогда же играющим тренером клуба был валлиец Том Поттер, который оставался на своём посту до начала Первой мировой войны. На фронтах Первой мировой войны погибло около сорока сотрудников и игроков клуба. В 1928 году «Палуаз» впервые стал чемпионом. В том сезоне команда стала первой в своей группе из пяти команд, что позволило напрямую выйти в четвертьфинальную группу. Там «По» сыграли против трёх клубов: «Стад Франсе», «Перпиньяна» и «Лиона», в полуфинале был обыгран прошлогодний победитель — «Тулуза», а в финале — «Кийан». Долгое время команда не выигрывала никаких титулов, но в 1939 году впервые завоевала Шалёнж Ив дю Мануа, в финале обыграв «Тулон» со счётом 5:0.

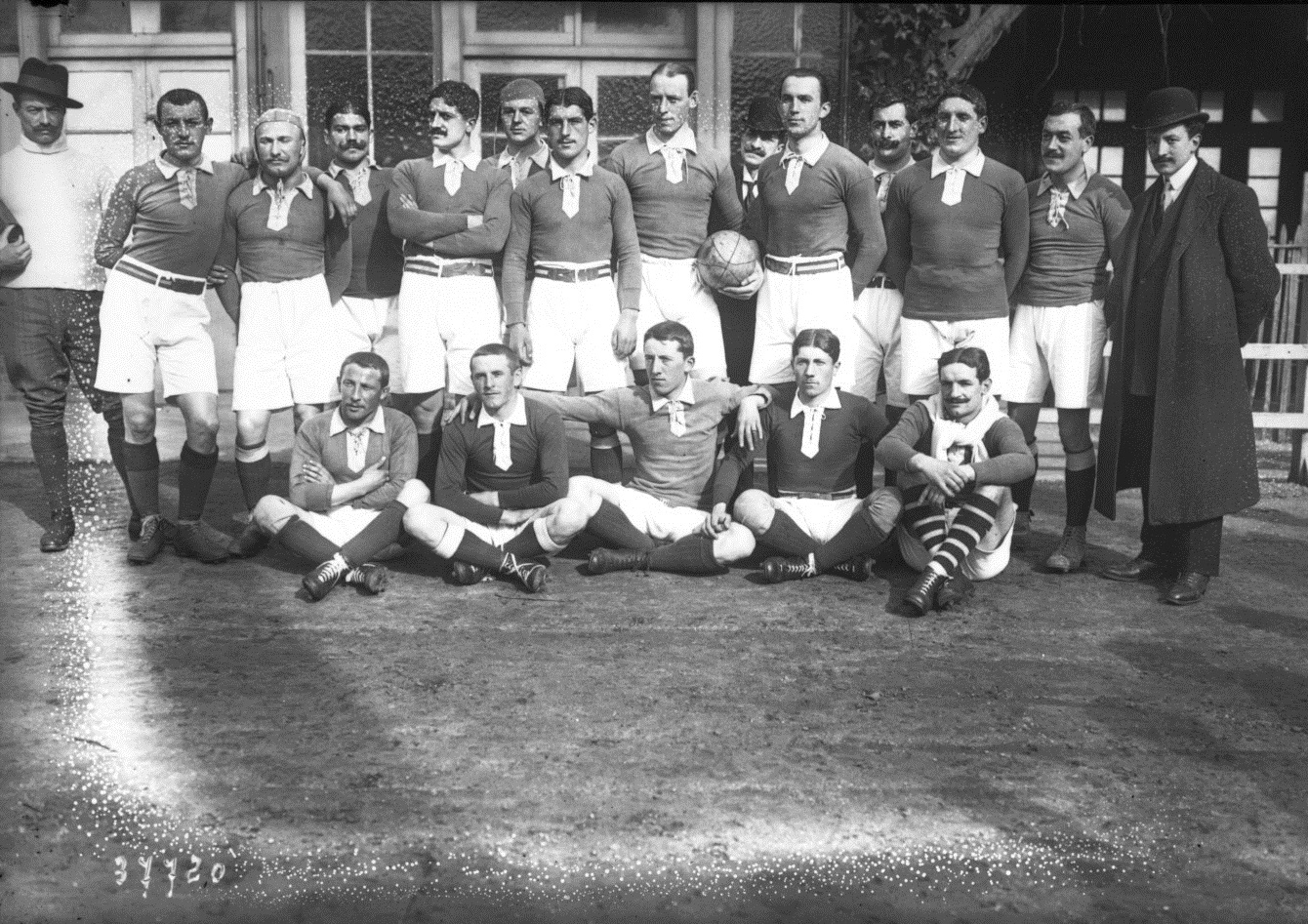
«Сексьон Палуаз» в 1914 году на «Ив дю Мануар»
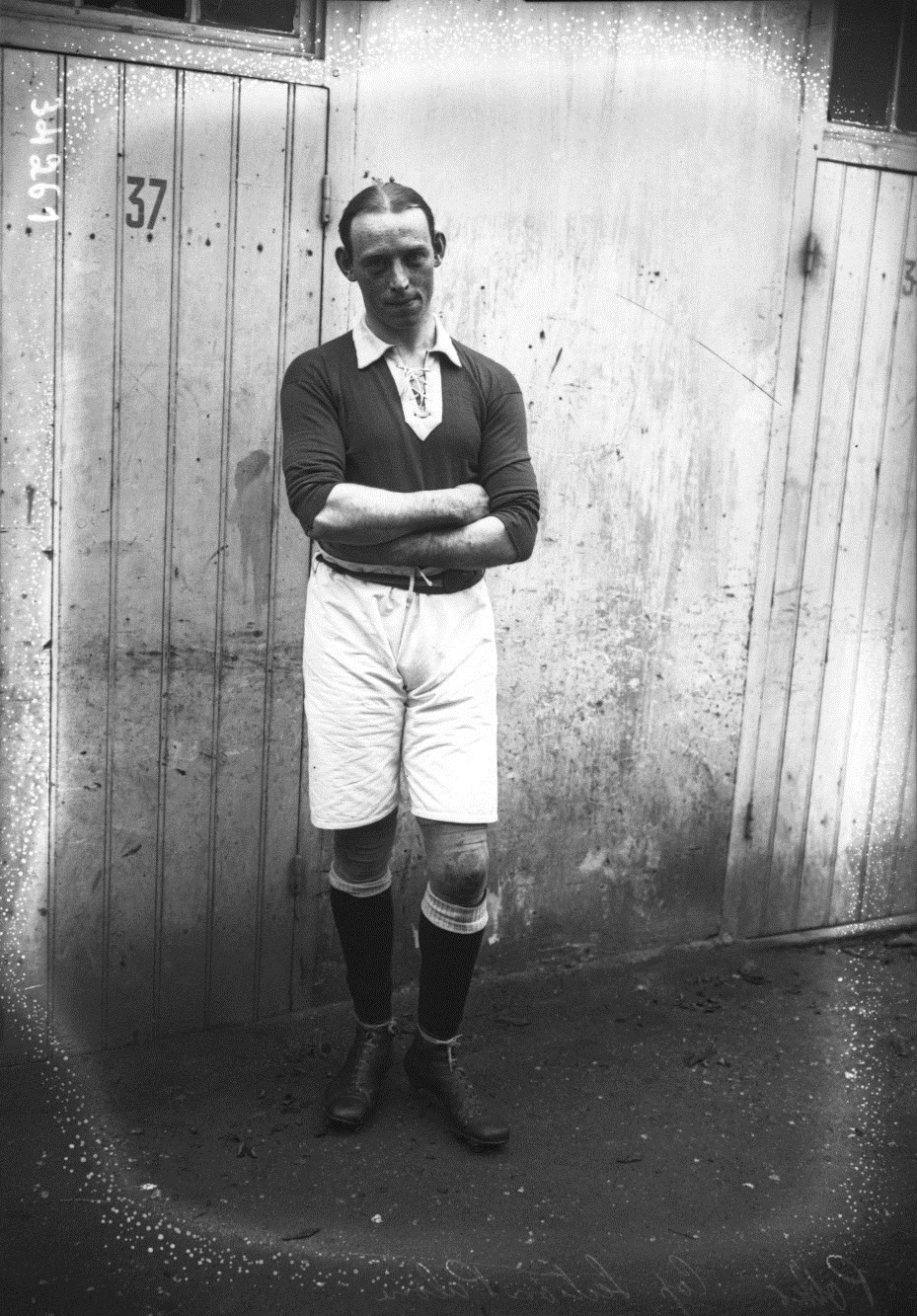
Том Поттер в 1913 году
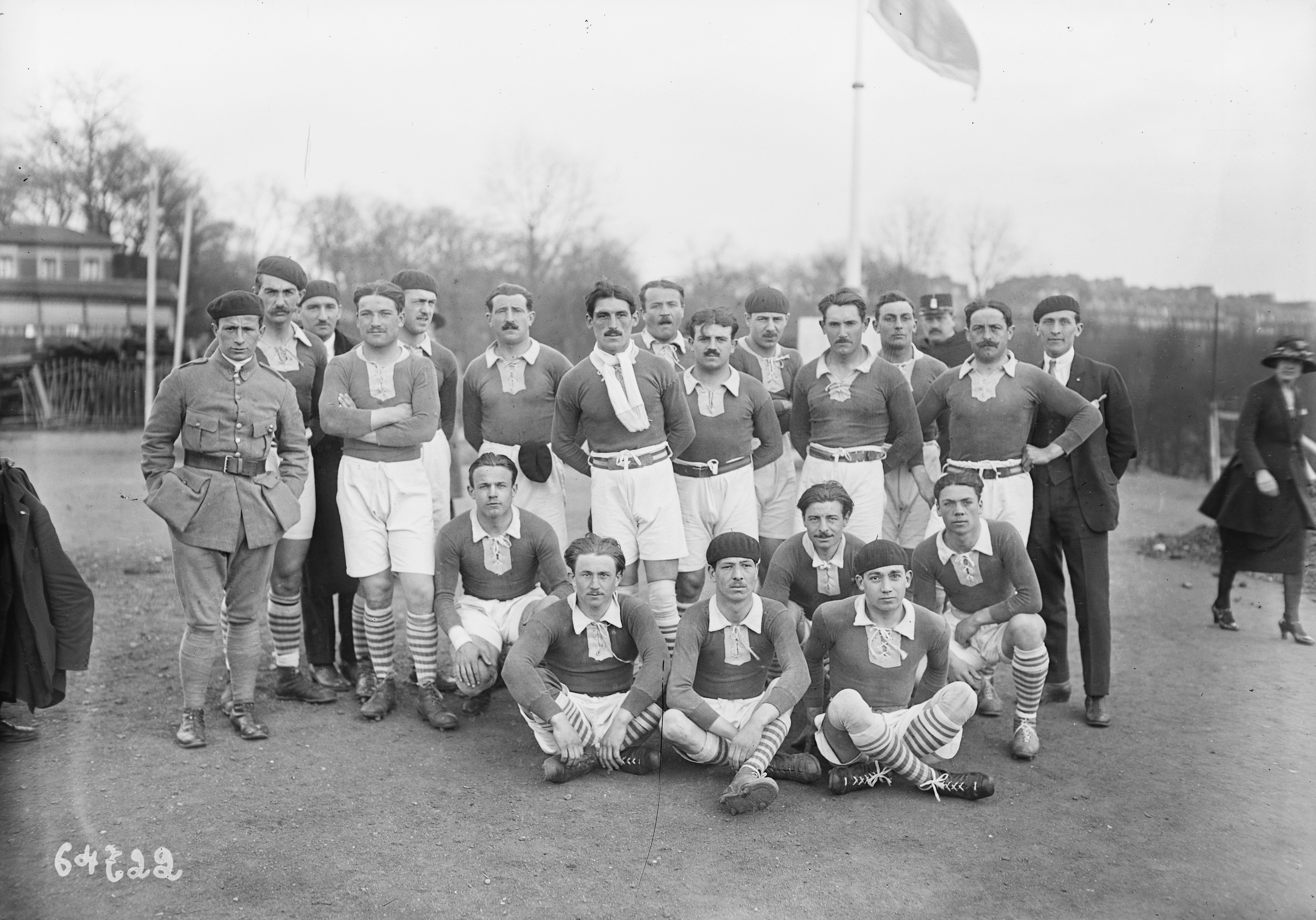
Команда в 1921 году на «Бержер»
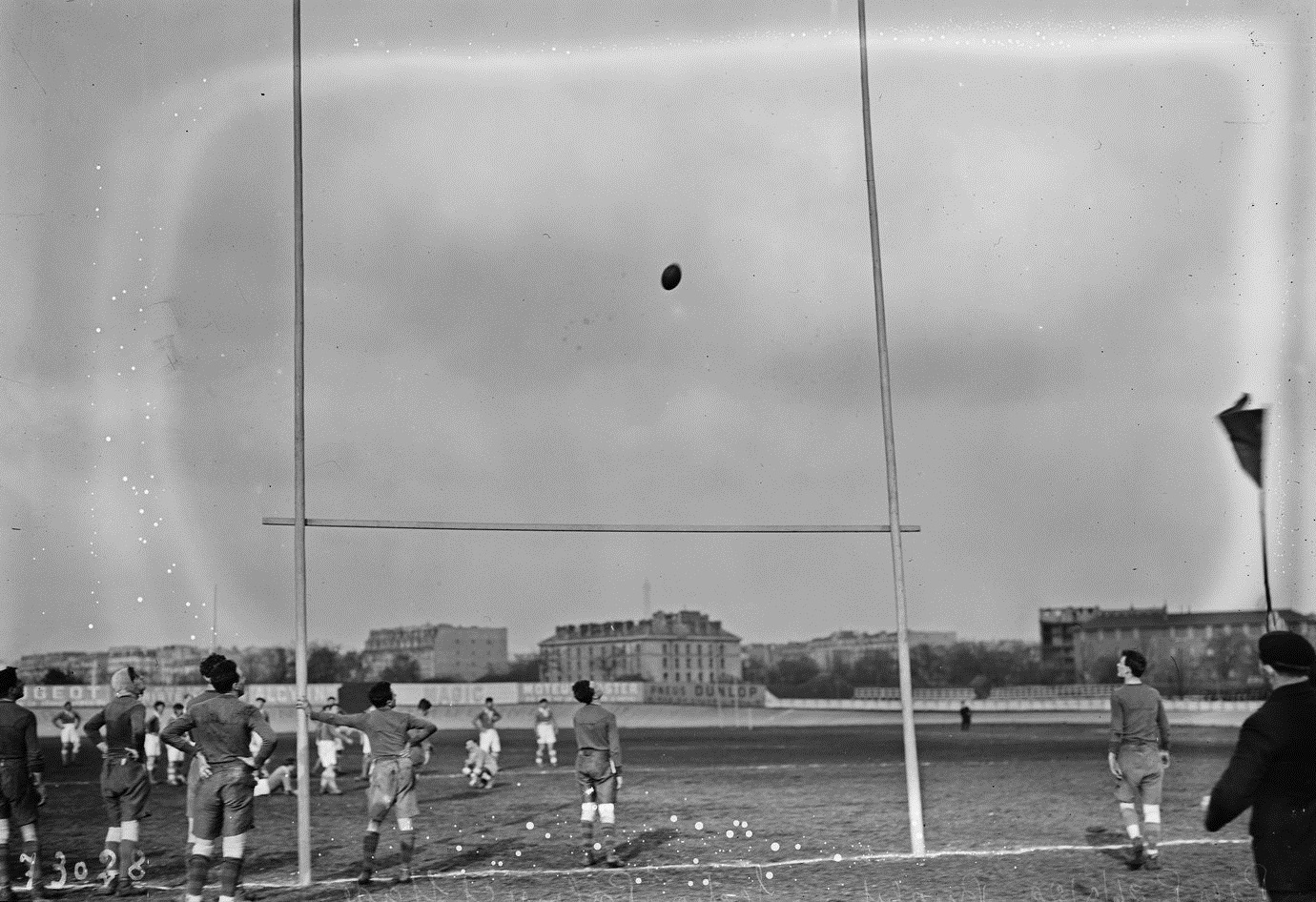
1922 год, встреча со «Стад Франсе»

### Военные и послевоенные годы (1940—1964)
Во время Второй мировой войны и последовавшей оккупации Франции национальный чемпионат не разыгрывался. Однако уже в первом послевоенном розыгрыше «По» стал чемпионом. Во время регулярного чемпионата были обыграны такие клубы, как «Тулуза» и «Ажен», в четвертьфинале «Тулуза» вновь была бита, в полуфинале со счётом 6:3 обыгран «Перпиньян», а в финале со счётом 11:0 — «Лурд», который на тот момент выиграл 12 матчей подряд. Спортивная пресса отмечала, что в «По» собрана отличная команда, хотя и без очевидных звёзд, но в хорошей форме и с сыгранностью. В 1952 году клуб снова завоевал Шалёнж Ив дю Мануа. В 1959 году из «Расинга» в команду пришёл игрок сборной Франции Франсуа Монкла, который спустя год стал капитаном национальной команды. После этого, в 1964 году команда в третий и последний раз стала чемпионом Франции, выиграв у «Безье Эро» со счётом 14:0. Однако эта победа далась нелегко. На протяжении всего сезона команда чередовала удачные игры с провальными, сумев попасть в плей-офф только в последнем матче. К матчам на вылет игроки сумели набрать форму и обыграли «Брив», «Шалон», «Байонну», «Нарбонну» и «Безье Эро».

### Эпоха Робера Папаремборда (1965—1990)
В последующие сезоны команда не добилась серьёзных успехов, Франсуа Монкла завершил карьеру в сезоне 1966/67 года. В 1968 году в клубе сменилось руководство. Тогда же свой первый матч сыграл Робер Папаремборд, который провёл встречу на позиции центрового, однако впоследствии он прославился как один из лучших столбов. В чемпионате команда не смогла завоевать титул, в 1970 году проиграв в четвертьфинале, а в 1974-м — в полуфинале. Сезон 1977/78 года «По» провёл во втором дивизионе, по результатам которого сразу же вернулся в элиту. В конце 1980-х годов команда находилась в сложном финансовом положении, проведя ещё два сезона во втором дивизионе.

### Возвращение наверх (1990—2006)
В 1990 году клуб переехал со своего старого стадиона «Стад де ла Круа дю Пренс» на новый «Стад-дю-Амо». Это частично решило финансовые проблемы клуба, так как старый стадион был продан муниципалитету. Начало 1990-х годов было ознаменовано возрождением клуба. В 1991 году команда сумела остаться в высшем дивизионе, количество команд в котором неуклонно сокращалось и в сезоне 1992/93 года их осталось 32.
В 1995 году количество команд вновь сократилось и «По» был вынужден играть в Кубке Андре Мога, чтобы сохранить право выступать в высшем дивизионе. В 1996 году клуб доходит до финала Шалёнж Ив дю Мануа и полуфинала плей-офф чемпионата, но в обоих турнирах проигрывает «Бриву».
В 1997 году «По» удалось выиграть Шалёнж Ив дю Мануа, обыграв в финале «Бургуэн-Жальё». В следующем году они дошли до полуфинала Кубка Хейнекен, где проиграли будущему обладателю трофея — «Бату». В 2000 году в финале Европейского кубка вызова со счётом 34:21 был обыгран «Кастр» и «Палуаз» впервые стал обладателем континентального трофея.
Следующие сезоны не оправдали надежд, команда по большей части оказывалась в нижней части таблицы, но удержалась в элите французского регби, несмотря на то, что количество участников вновь сократилось. По итогам сезона 2004/05 года команда стала одной из худших в лиге, и должна была провести матч за право остаться в высшем дивизионе. Тогда игрокам «По» повезло и они выиграли у «Орийяка». В том же году клуб вновь дошёл до финала Кубка вызова, но на сей раз проиграл «Сейл Шаркс», а затем занял предпоследнее место во вновь сокращённом национальном чемпионате — теперь уже Топ 14. На протяжении 2000-х годов «Палуаз» показали себя командой, которая крайне успешно растит первоклассных регбистов, таких как Лионель Боксис, Николя Брюск, Иманоль Аринордоки, Дамьен Трай и Филлип Бернат-Салль, которые стали важными игроками национальной сборной.

### Наши дни (после 2006)
В последующие годы команда оставалась во втором по значимости дивизионе, но несколько раз была близка к возвращению в элиту. Так, в сезоне 2011/12 года «Сексьон Палуаз» занял второе место в регулярном чемпионате, причём команда установила рекорд, не проигрывая на своём поле 34 игры подряд. Клуб дошёл до финала, где проиграл «Стад Монтуа». В сезоне 2012/13 года «По» вновь был остановлен в финале, на этот раз «Бривом». В следующем году команда покинула плей-офф на стадии полуфинала, после чего руководство решило пригласить на пост главного тренера новозеландца Саймона Мэнникса, который начал прививать команде более жёсткую дисциплину и новозеландскую манеру игры. 11 апреля 2015 года «Палуаз» стал чемпионом, за четыре тура до конца турнира обыграв «Монтобан» со счётом 31:5, что означало прямое повышение в Топ 14.

## Имидж клуба

### Цвета
С 1912 года официальными цветами «Сексьон Палуаз» являются зелёный и белый, хотя изначально форма была сине-чёрной. Считается, что зелёный цвет обозначает надежды клуба, а белый — снег Пиреней. Как правило, на домашние матчи команда выходит в белых майках, а на гостевые — в зелёных. На протяжении нескольких лет выездные матчи игроки проводили в чёрно-зелёных майках.

### Эмблема
На эмблеме клуба изображена гора Миди-д’Осо в цветах клуба, которая является символом Беарна. Второй вариант эмблемы был принят в 1998 году, когда команда получила профессиональный статус. Последняя версия эмблемы начала использоваться в сезоне 2012/13, цвета на ней стали светлее, а также сверху была добавлена надпись Béarn Pyrénées, показывая, из какого региона происходит команда.

Эмблемы «Сексьон Палуаз»
До 1998 года
1998—2012
2012 — н. в.

### Гимн и талисман
С 2012 года официальным гимном клуба является Honhada, сочинённый Дидье Фуа и исполняемый болельщиками в начале каждого матча.
Талисман клуба — медведь по имени Bearnie (произносится как Берни). Имя одновременно отсылает и к английскому слову медведь (bear) и к названию региона, где располагается команда.

## Последние 20 сезонов клуба
| Сезон     | Турнир | Количество команд | Дивизион | Место | Плей-офф      | Титул              |
| --------- | ------ | ----------------- | -------- | ----- | ------------- | ------------------ |
| 2018—2019 | Топ 14 | 14                | Первый   | 11    | -             | -                  |
| 2017—2018 | Топ 14 | 14                | Первый   | 8     | -             | -                  |
| 2016—2017 | Топ 14 | 14                | Первый   | 9     | -             | -                  |
| 2015—2016 | Топ 14 | 14                | Первый   | 10    | -             | -                  |
| 2014—2015 | Про Д2 | 16                | Второй   | 1     | -             | Чемпионы Про Д2    |
| 2013—2014 | Про Д2 | 16                | Второй   | 4     | Полуфинал     | -                  |
| 2012—2013 | Про Д2 | 16                | Второй   | 3     | Финал         | -                  |
| 2011—2012 | Про Д2 | 16                | Второй   | 2     | Финал         | -                  |
| 2010—2011 | Про Д2 | 16                | Второй   | 9     | -             | -                  |
| 2009—2010 | Про Д2 | 16                | Второй   | 5     | Полуфинал     | -                  |
| 2008—2009 | Про Д2 | 16                | Второй   | 8     | -             | -                  |
| 2007—2008 | Про Д2 | 16                | Второй   | 10    | -             | -                  |
| 2006—2007 | Про Д2 | 16                | Второй   | 8     | -             | -                  |
| 2005—2006 | Топ 14 | 14                | Первый   | 13    | Понижение     | -                  |
| 2004—2005 | Топ 16 | 16                | Первый   | 13    | Доп. матч     | -                  |
| 2003—2004 | Топ 16 | 8                 | Первый   | 6     | -             | -                  |
| 2002—2003 | Топ 16 | 8                 | Первый   | 4     | Квалификация  | -                  |
| 2001—2002 | Топ 16 | 8                 | Первый   | 6     | -             | -                  |
| 2000—2001 | Про Д1 | 10                | Первый   | 8     | -             | -                  |
| 1999—2000 | Про Д1 | 12                | Первый   | 2     | Полуфинал     | Кубок вызова       |
| 1998—1999 | Про Д1 | 8                 | Первый   | 3     | Квалификация  | -                  |
| 1997—1998 | Про Д1 | 10                | Первый   | 5     | -             | -                  |
| 1996—1997 | Про Д1 | 10                | Первый   | 4     | Четвертьфинал | Шалёнж Ив дю Мануа |
| 1995—1996 | Про Д1 | 10                | Первый   | 6     | Полуфинал     | -                  |

Источники:
- Статистика Топ 14 и Про Д2 до сезона 2009/10 согласно RUGBY TOP 14 : CLASSEMENT (фр.). lnr.fr. Дата обращения: 6 декабря 2015. и RUGBY PRO D2 : CLASSEMENT (фр.). lnr.fr. Дата обращения: 6 декабря 2015.
- Более ранняя статистика согласно Les clubs participants au championnat de D1 depuis 30 ans (фр.). spiritrugby.com. Дата обращения: 6 декабря 2015. Архивировано из оригинала 8 декабря 2015 года. и Rugby - Pro D2 : présentation et palmarès (фр.). les-sports.info. Дата обращения: 6 декабря 2015.

## Достижения
- Чемпионат Франции
  - Чемпион: 1928, 1946, 1964
- Про Д2
  - Победитель: 2015
  - Финалист: 2012, 2013
- Кубок Хейнекен
  - Полуфиналист: 1998
- Европейский кубок вызова
  - Победитель: 2000
  - Финалист: 2005
- Шалёнж Ив дю Мануа
  - Победитель: 1939, 1952, 1997
  - Финалист: 1953, 1959, 1962, 1964, 1996
- Кубок Франции
  - Финалист: 1946
- Кубок Андре Мога
  - Финалист: 1995
- Шалёнж Антуан Бегер
  - Финалист: 1971

## Финальные матчи

### Чемпионат Франции
| Дата          | Чемпион          | Финалист | Счёт | Стадион                    | Зрителей |
| 6 мая 1928    | «Сексьон Палуаз» | «Кийан»  | 6:4  | «Стад де Пон Жюмо», Тулуза | 20 000   |
| 24 марта 1946 | «Сексьон Палуаз» | «Лурд»   | 11:0 | «Стад де Пон Жюмо», Тулуза | 30 000   |
| 24 мая 1964   | «Сексьон Палуаз» | «Безье»  | 14:0 | «Стадион Тулузы», Тулуза   | 27 797   |

### Шалёнж Ив дю Мануа
| Дата            | Победитель       | Финалист         | Счёт              | Стадион                | Зрителей |
| 13 декабря 1939 | «Сексьон Палуаз» | «Тулон»          | 5:0               | «Шабан-Дельмас», Бордо |          |
| 1946            | «Тулуза»         | «Сексьон Палуаз» | 6:3               |                        |          |
| 1952            | «Сексьон Палуаз» | «Расинг»         | победитель группы |                        |          |
| 1953            | «Лурд»           | «Сексьон Палуаз» | 8:0               |                        |          |
| 6 июня 1959     | «Дакс»           | «Сексьон Палуаз» | 12:8              | «Парк де Пренс», Париж |          |
| 2 июня 1962     | «Стад Монтуа»    | «Сексьон Палуаз» | 14:9              | «Парк де Пренс», Париж |          |
| 1964            | «Безье»          | «Сексьон Палуаз» | 6:3               |                        |          |
| 27 января 1996  | «Брив»           | «Сексьон Палуаз» | 12:6              | «Стад Шарлети», Париж  | 11 500   |
| 26 апреля 1997  | «Сексьон Палуаз» | «Бургуэн-Жальё»  | 13:11             | «Стад де Костьер», Ним | 15 732   |

### Кубок вызова
| Дата        | Победитель       | Финалист         | Счёт  | Стадион                      | Зрителей |
| 27 мая 2000 | «Сексьон Палуаз» | «Кастр»          | 34:21 | «Стад Эрнест-Валлон», Тулуза | 6000     |
| 21 мая 2005 | «Сейл Шаркс»     | «Сексьон Палуаз» | 27:3  | «Кассам Стэдиум», Оксфорд    | 7230     |

## Игроки

### Текущий состав
Заявка на сезон Топ-14 2018/2019. Жирным выделены игроки, заигранные за национальные сборные.

### Известные игроки
Ниже представлены игроки, сыгравшие хотя бы одну встречу за клуб. Часть из них упомянута в ежегодном издании Amateur de Rugby Petit Futé:
- Гэррик Морган
- Фернандо Гуатьери
- Сантьяго Фернандес
- Мераб Квирикашвили
- Джеймс Куглан
- Себастьен Руэ
- Майк Барак
- Кэмерон Пирс
- Райан Смит[англ.]
- Мэтт Тирни
- Эл Черрон
- Мехди Буньема
- Абдельлатиф Бутати
- Крис Кинг
- Колин Слейд
- Конрад Смит
- Вячеслав Грачёв
- Ромео Гонтиняк
- Гари Думитраш
- Юлиан Думитраш[англ.]
- Сорин Сокол[англ.]
- Мариус Тинку[англ.]
- Таниела Моа
- Джованни Хайбел-Кюффнер
- Ришар Мапуи
- Мозес Ратуву
- Андре Абади
- Жан-Мишель Ажест
- Лоран Арбо
- Иманоль Аринордоки
- Пьер Аристуй
- Николя Баке
- Лоик Бернар
- Филипп Бернат-Салль
- Лионель Боксис
- Паскаль Бомати[англ.]
- Жерар Брюск
- Николя Брюск
- Мишель Брюэль
- Сильвен Бурбон
- Тома Бьяншен
- Эжен Бюзи
- Ромен Бюрос
- Ален Гайяр
- Ноэль Гийемо
- Жан-Мишель Гонсалес
- Марк Даль Масо[фр.]
- Давид Дантьяк[фр.]
- Даниэль Декло
- Ибрагим Диарра
- Лую Дюпишо
- Жан-Бернар Дюплантье
- Пьер Дюпуа
- Тьерри Дюсе
- Жюльен Жако
- Жан-Луи Жордана
- Пьер Жюнтер
- Лоран Кабанн[фр.]
- Альбер Казенав
- Жан Капдуз[англ.]
- Филипп Карбонно[англ.]
- Жан-Клод Кастанье
- Тьерри Кледа
- Тьерри Лаборд
- Ален Лагуар
- Огюст Лассаль
- Пьер Лога
- Кристоф Лоссюк[англ.]
- Кристиан Лустодин
- Тьерри Лякрамп
- Клод Мантулан
- Анри Маррак
- Тьерри Ментьере
- Франсуа Монкла
- Паскаль Моран
- Давид Окань[англ.]
- Мишель Олле
- Робер Папаремборд[англ.]
- Батист Пезенти
- Жан-Батист Пейра-Лустале[англ.]
- Жан Пике
- Роже Пито
- Франсуа Про
- Жюльен Пьер
- Жоэль Ре
- Франсис Ронжьера
- Мишель Сан
- Жан-Шарль Систак[англ.]
- Жан-Пьер Со
- Мишель Сорондо
- Жан-Марк Суверби[англ.]
- Патрик Табакко[англ.]
- Фернан Тайянту[англ.]
- Жюльен Тома
- Фредерик Тороссян[фр.]
- Дамьен Трей[англ.]
- Жан-Франсуа Трип-Капдевиль
- Пьер Трип-Капдевиль
- Брандон Файаро
- Сильвен Шарле
- Филипп Эбель
- Марк Эчеверри
- Жереми Юру
- Юэн Мюррей[англ.]
- Клод Драй

## Собственность и финансы

### Стадионы
Первые годы команда провела на поле на левом берегу реки Гав-де-По, но уже в 1910 году переехала на стадион «Стад де ла Круа дю Пренс», на котором и играла до 1990 года. В 1913 и 1952 годах стадион реконструировали, чтобы он смог вмещать больше зрителей. Однако, так как к концу века «Стад де ла Круа дю Пренс» исчерпал все возможности для расширения и улучшения, в 1990 году команда переехала на «Стад-дю-Амо», который незадолго до этого был реконструирован и вмещал 13 000 зрителей. На стадионе также играет футбольный клуб «По», но начиная с сезона 2016/17 года на нём будет проводить матчи только «Сексьон Палуаз». К концу 2016 года планируется значительно увеличить количество сидячих мест — с имеющихся 7000 до 13 000. В то же время молодёжные команды клуба продолжают играть на «Стад де ла Круа дю Пренс».

Стадионы «Сексьон Палуаз»
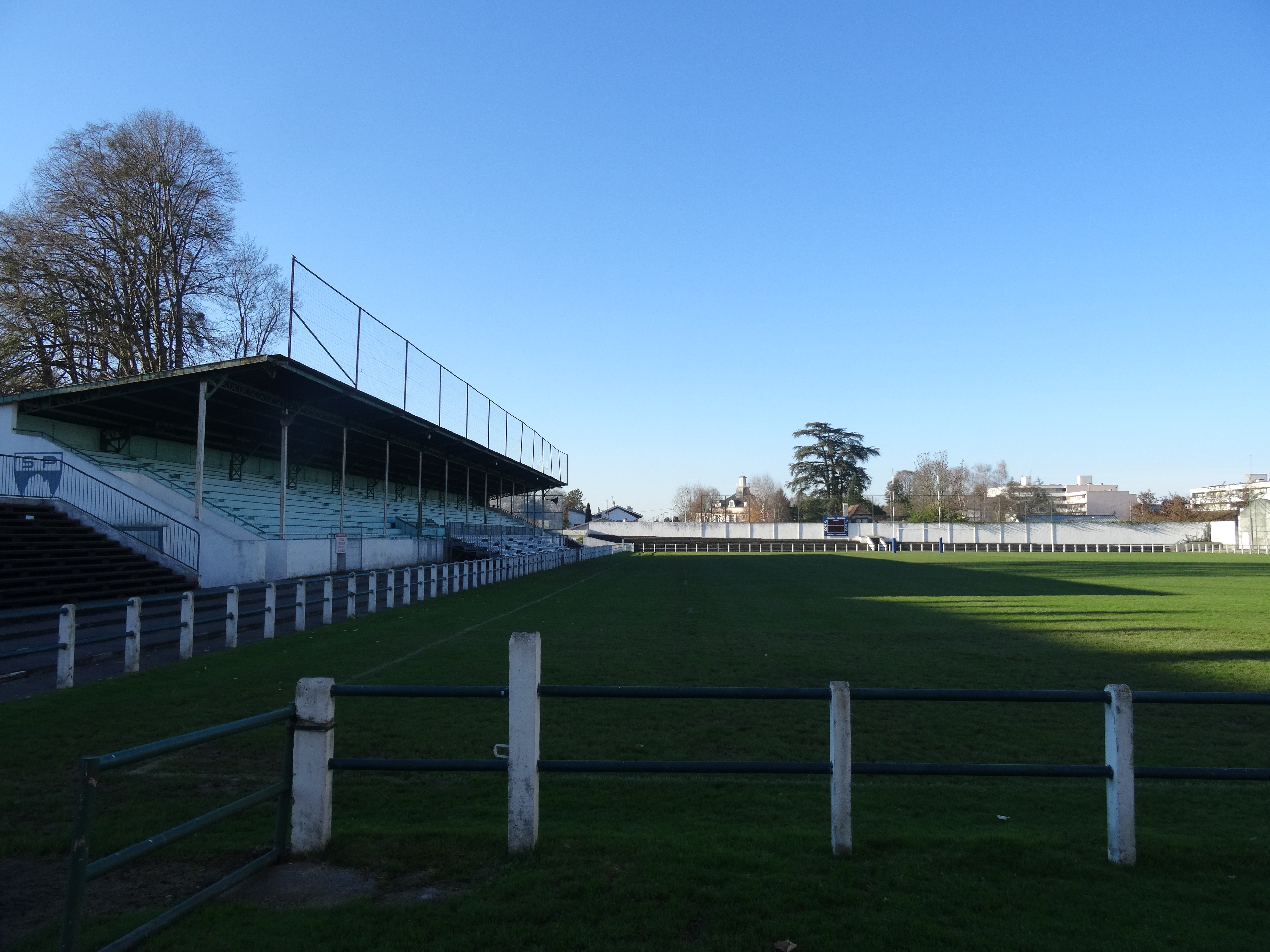
«Стад де ла Круа дю Пренс»
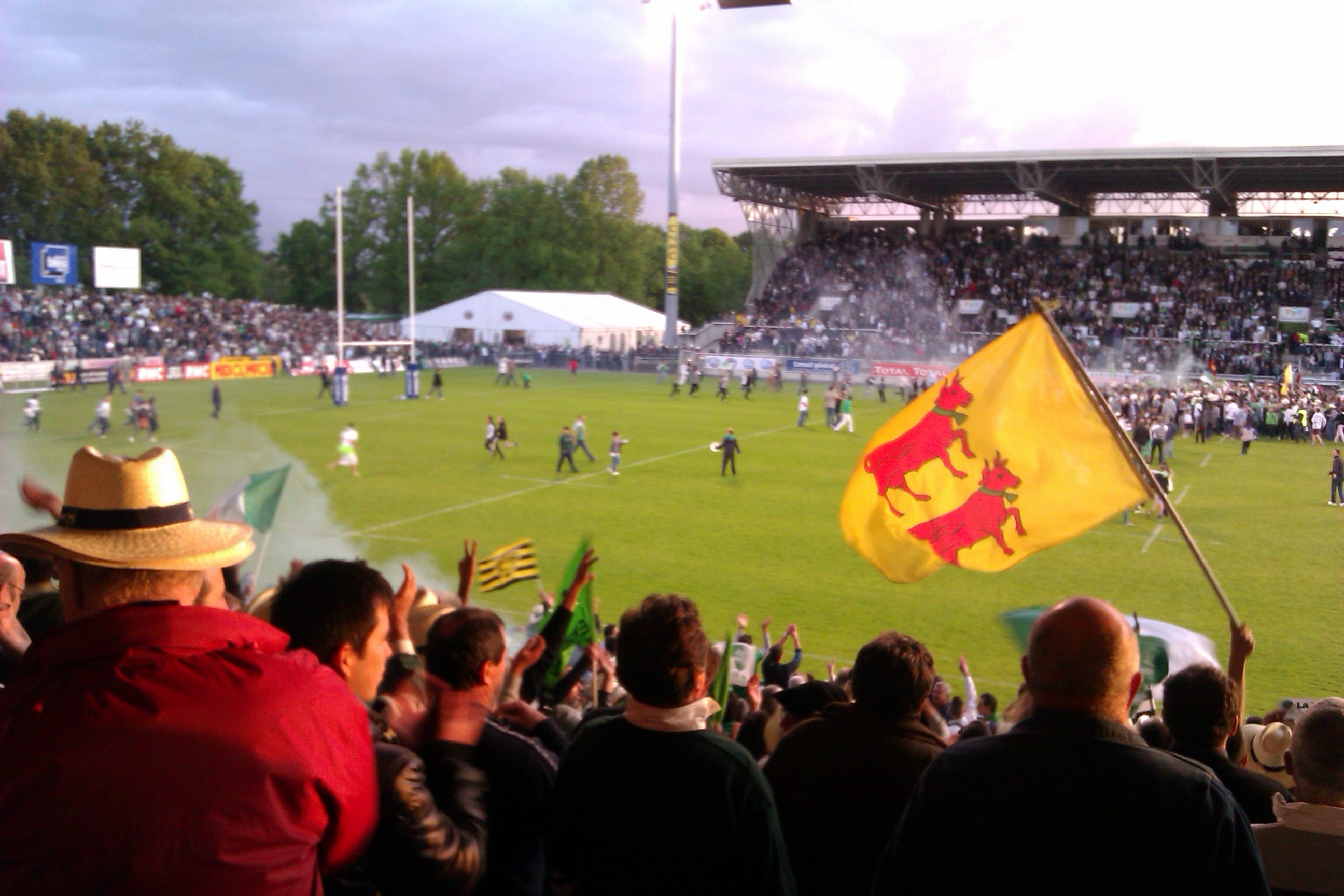
«Стад-дю-Амо»

### Учебный центр
«Сексьон Палуаз» — один из 32 клубов, на базе которого при поддержке Министерства молодёжной политики и спорта Франции и Французской федерации регби создан регбийный учебный центр. Центр открылся в сезоне 2014/15 года и изначально в нём начали обучаться 24 игрока, 14 из которых ранее выступали за молодёжный состав, а 10 человек играли за первую команду «Палуаз». Задача учебного центра — подготовить игроков в регби, вырастить их в обстановке профессионального спорта, а также обеспечить их и обычным образованием.

### Женская команда
Начиная с сезона 2015/16 года в структуру «Сексьон Палуаз» также входит женский регбийный клуб «Лон», который в 2012 году стал чемпионом Франции. В то же время в клубе создана и собственная секция женского регби, объединившая несколько местных команд.

### Бюджет
С сезона 2012/13 года бюджет клуба существенно увеличился благодаря спонсорству французского нефтяного гиганта Total. Одним из условий спонсорского контракта был выход в течение 3 сезонов в Топ 14, чего команда добилась по результатам сезона 2014/15 года. Помимо Total спонсорами клуба являются Air France, Orange и некоторые местные предприятия. Начиная с сезона 2012/13 года техническим спонсором клуба является итальянская компания Macron.
| Сезон            | 2009/10      | 2010/11      | 2011/12      | 2012/13      | 2013/14      | 2014/15      | 2015/16       |
| Расчётный бюджет | 6,5 млн евро | 6,5 млн евро | 6,6 млн евро | 8,6 млн евро | 8,8 млн евро | 9,7 млн евро | 15,0 млн евро |
| Изменение        |              | ▬            | ▲1,1 %       | ▲30,8 %      | ▲2,3 %       | ▲9,4 %       | ▲55 %         |

## Соперничество с другими клубами
В юго-западной части Франции находится большое количество регбийных клубов, из-за чего у «Сексьон Палуаз» несколько принципиальных соперников. Одним из самых серьёзных противостояний раньше были матчи против «Олорона». Так, 14 сентября 1980 года после победы «По» со счётом 19:9, болельщики команд выбежали на поле и начали драться, потасовка продолжилась и за пределами стадиона. Другие принципиальные соперники — «Лурд», «Баньер» и «Тарб». Эти противостояния также связаны с географической близостью городов, в которых базируются команды. Матчи с «Тарбом» называются болельщиками и СМИ «пиренейским дерби». Принципиальными соперниками «По» также являются «Ажен» и «Атлантик Стад Рошле», но в этих случаях причины скорее спортивные, нежели географические.